# Pieta z Března u Chomutova

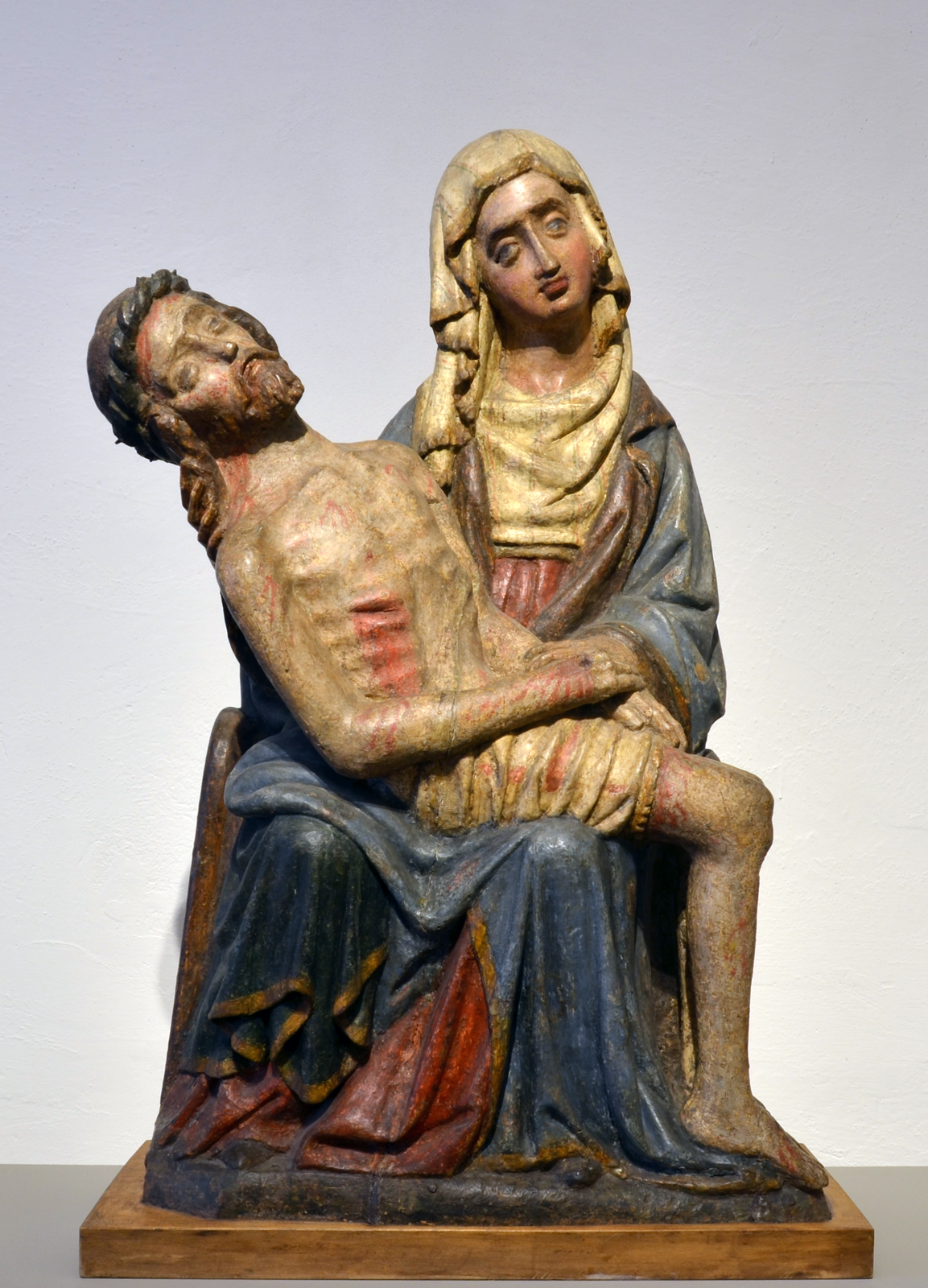
Pieta z Března (1430–1440)

Pieta z Března u Chomutova (1430–1440) je horizontální pieta z doby doznívajícího krásného slohu. Jako dlouhodobá zápůjčka římskokatolické farnosti – děkanství Chomutov je vystavena ve stálé expozici Oblastního muzea v Chomutově.

## Původ sochy
Původní provenience sochy je neznámá, ale mohla být určena pro raně gotický kostel sv. Petra a Pavla v Březně, doložený od roku 1352. Kostel byl mezi lety 1740-1763 nahrazen novým barokním chrámem. Před rokem 1946 byla Pieta umístěna v již zaniklé hřbitovní kapli Bolestné Panny Marie v Březně u Chomutova, odkud byla přenesena na boční oltář Božího hrobu v kostele Povýšení sv. Kříže v Údlicích, později do depozitáře Litoměřické diecéze. Odtud je od roku 1999 dlouhodobě zapůjčena do Oblastního muzea v Chomutově.

## Popis a zařazení
Socha ze smrkového dřeva, výška 75,5 cm, šířka 50,531 cm, hloubka 25,5 cm, zadní strana vyhloubená a druhotně překrytá plochou deskou. Polychromie je nepůvodní. Trůn, zdobený dvěma volutami, pravděpodobně není původní.
Panna Marie, jejíž tvář vychází z líbezných ženských tváří krásného slohu, sedí vzpřímeně s hlavou mírně ukloněnou vlevo a pohledem upřeným k divákovi. Pravou rukou podepírá hlavu Krista a levou má položenu na klíně a svírá Kristovo levé předloktí. Plášť Panny Marie je podvinut pod tělo Krista, prověšen mezi koleny a nad pravým kolenem tvoří měkký oválný záhyb. Drapériové schéma krásného slohu je redukované na zplihlý kaskádový závěs na pravém koleni a zbylá část pláště ne levém koleni a uprostřed spadá v diagonálách na zem. Rouška Panny Marie tvoří zplihlé kaskády kolem obličeje a její levý cíp zakrývá výstřih šatu a je převinut přes hruď k pravému rameni.
Tělo Krista vychází z krásnoslohých předloh svým idealizovaným sumárním pojetím aktu, výrazem širší tváře i trnovou korunou spletenou ze dvou pramenů. Jeho tělo je vysoko zdvižené a v pase i kolenou svírá téměř pravý úhel. Je mírně natočeno levým ramenem směrem k divákovi, hlava je v lehkém záklonu.
Pieta z Března je řazena mezi horizontální piety, které se v českém sochařství objevují od 80. let 14. století. Josef Opitz sochu datoval do období pozdního krásného slohu kolem roku 1430, ovlivněného Mistrem Týnské Kalvárie. Také podle Alberta Kutala socha představuje pozdní ohlas krásného slohu, ale je pokročilejší, přestože štíhlostí proporcí a vertikalitou připomíná starší typ vertikálních piet. Tím se přibližuje pietám z Bedřichova Světce a ze Železného Brodu, ale liší se typikou tváří i tužšími záhyby drapérie. Přehrnutý cíp šatu na Mariině koleni se jako motiv objevuje také u Piety z Mikulášovic a Piety z kláštera v Teplé. Podle Ottové jsou severočeské piety odvozeny od piety Litoměřické, která má přímý vztah k pražskému centru a Mistru Týnské Kalvárie. Mírně rustikalizovaná Pieta z Března je produktem lokální dílny, kterou charakterizuje nižší kvalita a neorganické vztahy částí v rámci sochařského rozvrhu.
Jan Mikeš uvádí že některými prvky, například typem Kristovy hlavy s úzkou trnovou korunou se březenská pieta podobá starším dílům pražské hutní tvorby krásného slohu. Ve schématu dolní části sousoší je odvozena z drapériového vzorce Oplakávání ze Zodelu nebo Piety ze Štítar. Zároveň se však od nich výrazně odlišuje formálním zpracováním, když původně ostře řezané záhyby zmiňovaných soch jsou u Piety z Března oblé až „těstovité“.

### Příbuzná díla
- Pieta z Nečtin
- Pieta z Bedřichova Světce[8]
- Pieta ze Železného Brodu (nezvěstná)[9]
- Pieta z Mikulášovic (Oblastní muzeum v Děčíně)
- Pieta z kláštera v Teplé (Národní galerie v Praze)

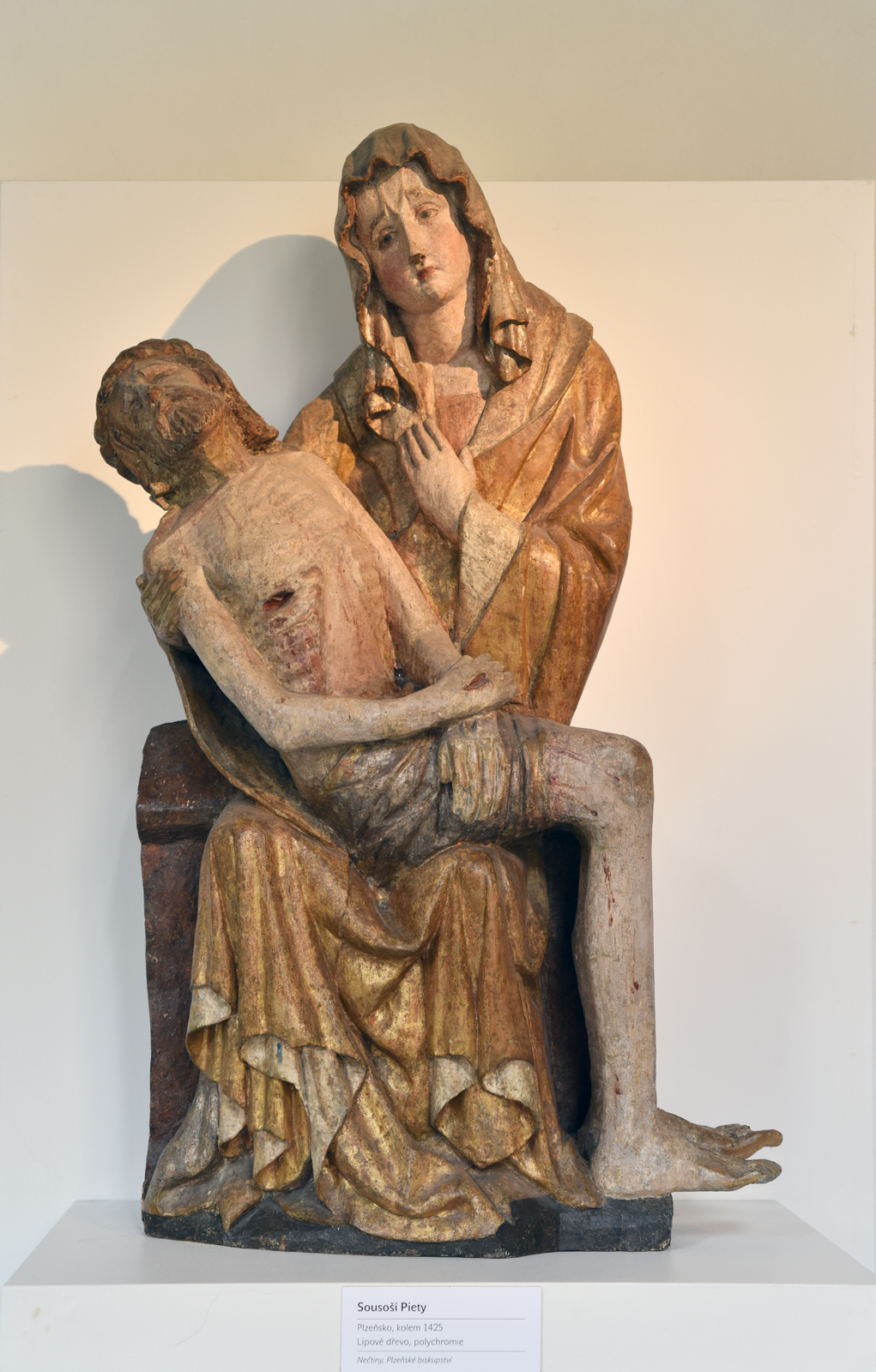
Pieta z Nečtin (kolem 1425)
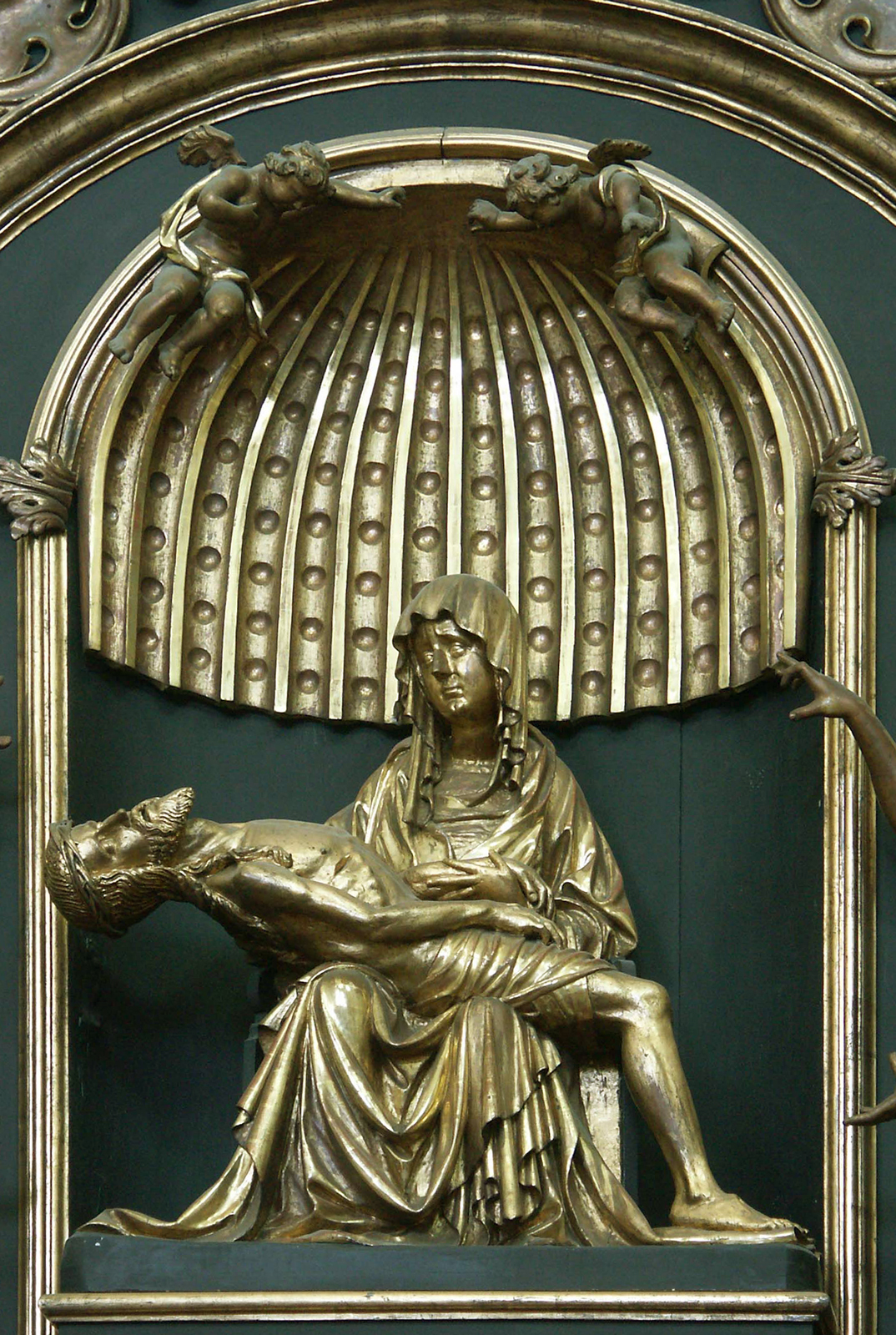
Litoměřická pieta (po 1415), Mistr Týnské Kalvárie